# Dolomedes guamuhaya
Dolomedes guamuhaya là một loài nhện trong họ Pisauridae.
Loài này thuộc chi Dolomedes. Dolomedes guamuhaya được miêu tả năm 2003 bởi Alayón.